# پوه‌لیانو ورونزه
پوه‌لیانو ورونزه (به ایتالیایی: Povegliano Veronese) یک کومونه در ایتالیا است که در استان ورونا واقع شده‌است. پوه‌لیانو ورونزه ۶٬۹۲۱ نفر جمعیت دارد.

## خواهرخوانده
شهر کرنو خواهرخواندهٔ پوه‌لیانو ورونزه هست.